# Чинкве Кватрини (Римини)
Чинкве Кватрини је насеље у Италији у округу Римини, региону Емилија-Ромања.
Према процени из 2011. у насељу је живело 24 становника. Насеље се налази на надморској висини од 58 м.